# Корнат
Корнат (на хърватски: Kornat) е хърватски остров в Адриатическо море, в централната част на Далмация, в Шибенишко-книнска жупания. Той е най-големият остров от архипелага Корнати познат още като Корнатските острови.

## Общи сведения
Корнат има площ 32,44 км² и дължина на бреговата линия 68,79 км. Силно издължен в посока от северозапад на югоизток с дължина 25,2 км и максимална ширина до 2,5 км. Нарежда се на 16 място по големина измежду всички хърватски острови. Най-високата му точка е връх Метлина (237 м).
Корнат попада в границите на национален парк Корнати, създаден през 1980 г. и обхващащ общо 89 острова от архипелага. На североизток от Корнат е остров Жут, от който го отделя Жутският проток, а на северозапад е разположен Дуги оток. Корнат е единственият от Корнатските острови с източник на питейна вода, който се намира близо до долината Стативал в североизточната част на острова. Останалите острови от архипелага се снабдяват с вода чрез контейнери за събиране на дъждовна вода и чрез водоноски от континента.
През XIX век островът е бил известен и с името Крунарски остров (Krunarski Otok).

## Население
На Корнат няма постоянно население, въпреки че според преброяването от 2001 г. са отбелязани 7 жители, но това са основно сезонно пребиваващи рибари.

## Пожарът на острова
През 2007 г. на Корнат се случва трагедия, при която загиват дванадесет от тринадесетте пожарникари, изпратени да потушат възникнал горски пожар. Те се оказват хванати в огнен капан и шестима от тях загиват на място, а по-късно други седем в болницата от раните си. Това е най-големият брой човешки жертви на противопожарната служба за цялата история на страната.